# Museo de Cerámica de Lezoux
El Museo de Cerámica de Lezoux es un museo departamental de Francia situado en Lezoux (Puy-de-Dôme). Se dedica principalmente a la cerámica galorromana. Lezoux fue bajo el Imperio romano uno de los principales centros de producción de cerámica: la terra sigillata se exportaba a todo el Imperio.

## Historia
Ya en el siglo XIX, los aficionados a la arqueología comenzaron a reunir colecciones de cerámicas locales; la más importante era la del doctor Plicque, expuesta en el Museo Nacional de Arqueología de Saint-Germain-en-Laye. Otra colección notable fue reunida por Charles Fabre, donada al museo de Lezoux en 1992.
El comité arqueológico de Lezoux creó un primer museo en 1957. Este museo se convirtió en un museo municipal en 1966; su conservador fue Hugues Vertet, un investigador del CNRS, que dirigió la mayoría de las excavaciones en Lezoux.
A principios de los años 1980, la ciudad de Lezoux adquirió la antigua Usine Bompard (Fábrica Bompard) e instaló allí el museo. En 1999, el departamento de Puy-de-Dôme compró los edificios para asumir la responsabilidad del museo; se decidió una rehabilitación completa del complejo. El museo, que recibió el nombre de Musée de France en 2003, inauguró un nuevo recorrido museográfico en 2007.

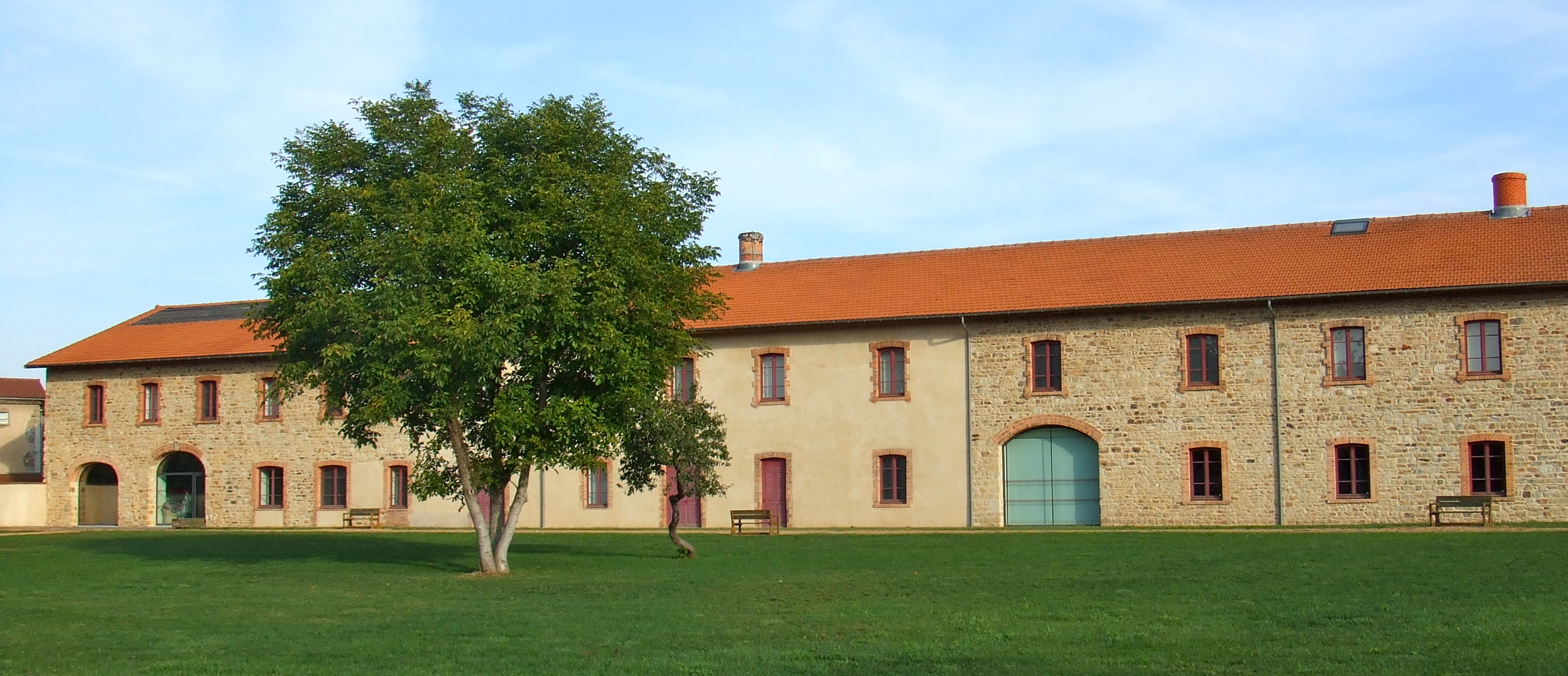
Un edificio de museo, la antigua fábrica Bompard.

## Descripción
El museo departamental de cerámica se encuentra en la antigua fábrica de cerámica Bompard, construida hacia 1866, que tuvo su apogeo entre 1870 y 1920. Los edificios, dispuestos en torno a un patio, figuran en el inventario de monumentos históricos. De la actividad de esta fábrica quedan dos hornos monumentales que se exhiben en el museo.
Dos amplios niveles están dedicados a la exposición permanente. Un espacio más pequeño, cerca de la entrada, alberga exposiciones temporales. Una tienda está a disposición del visitante; hay libros, vídeos, réplicas de objetos del museo, objetos lúdicos para los niños, etc.

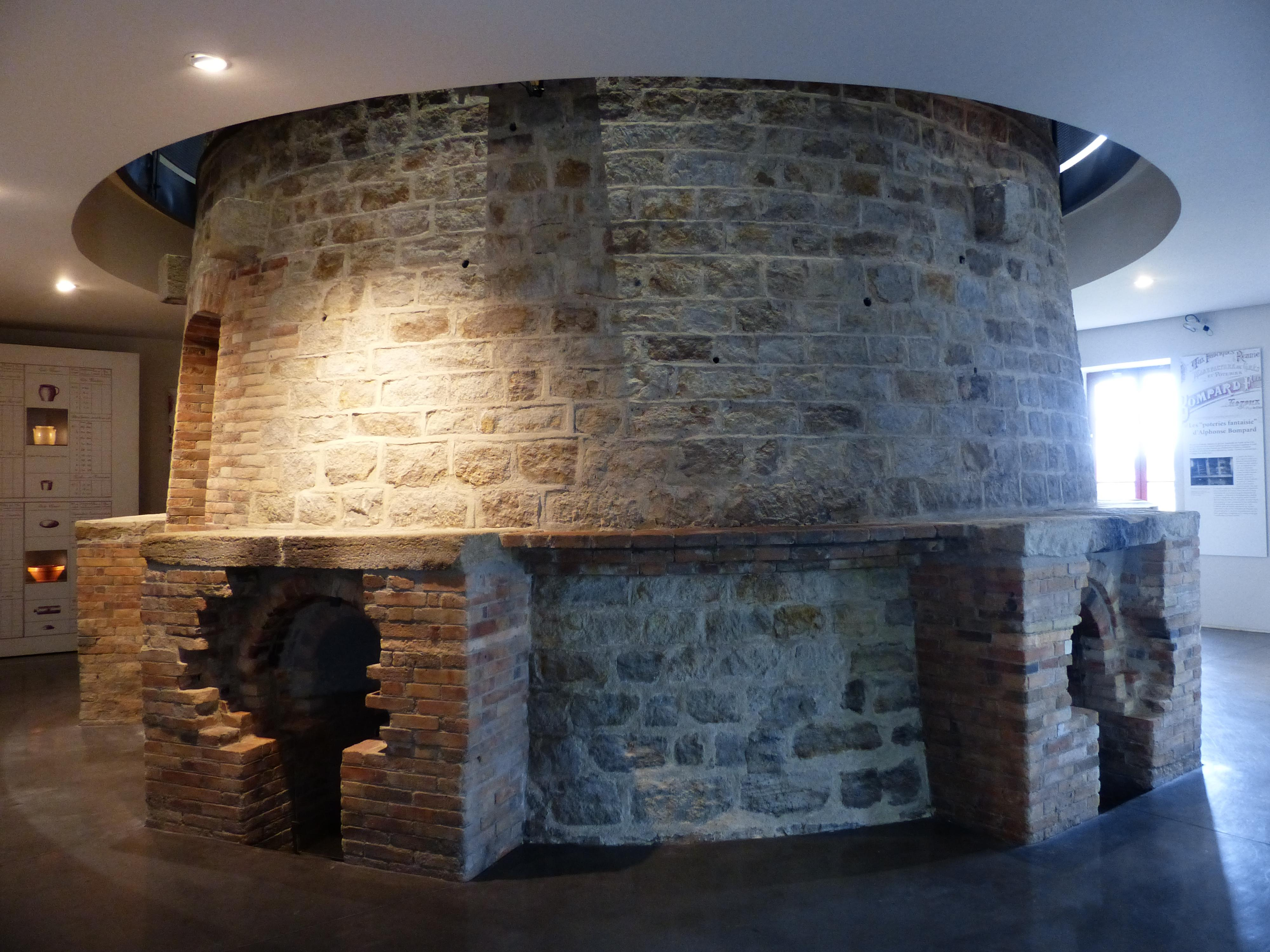
Horno de alfarero en el museo.
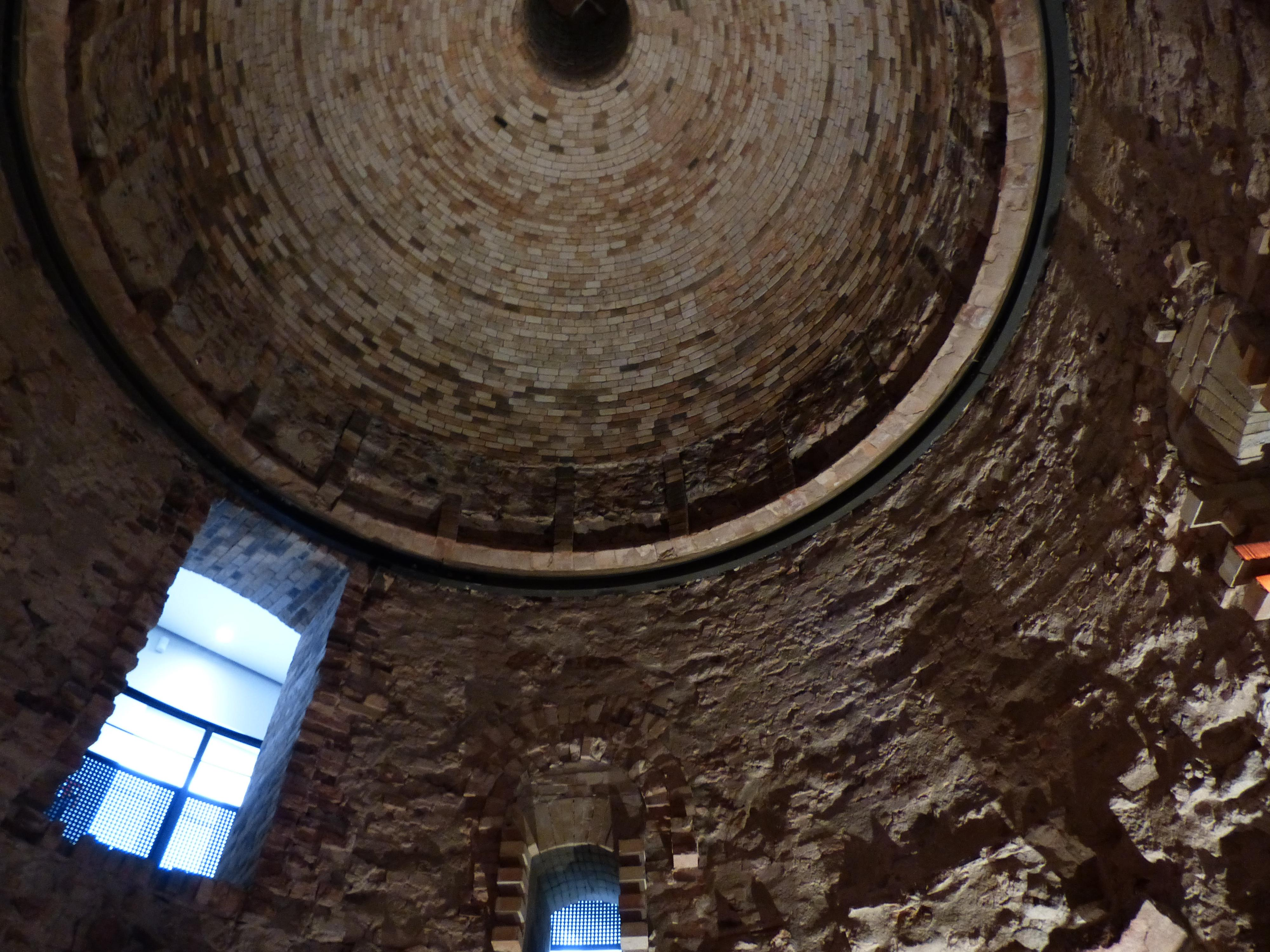
Interior del horno.

## Colecciones
Las colecciones están compuestas principalmente por objetos de las excavaciones realizadas en Lezoux. Junto a la cerámica de terra sigillata, hay estatuillas de terracota, lámparas, moldes y punzones de alfareros y objetos encontrados en las tumbas.

Algunos ejemplos de los objetos del antiguo taller de Lezoux
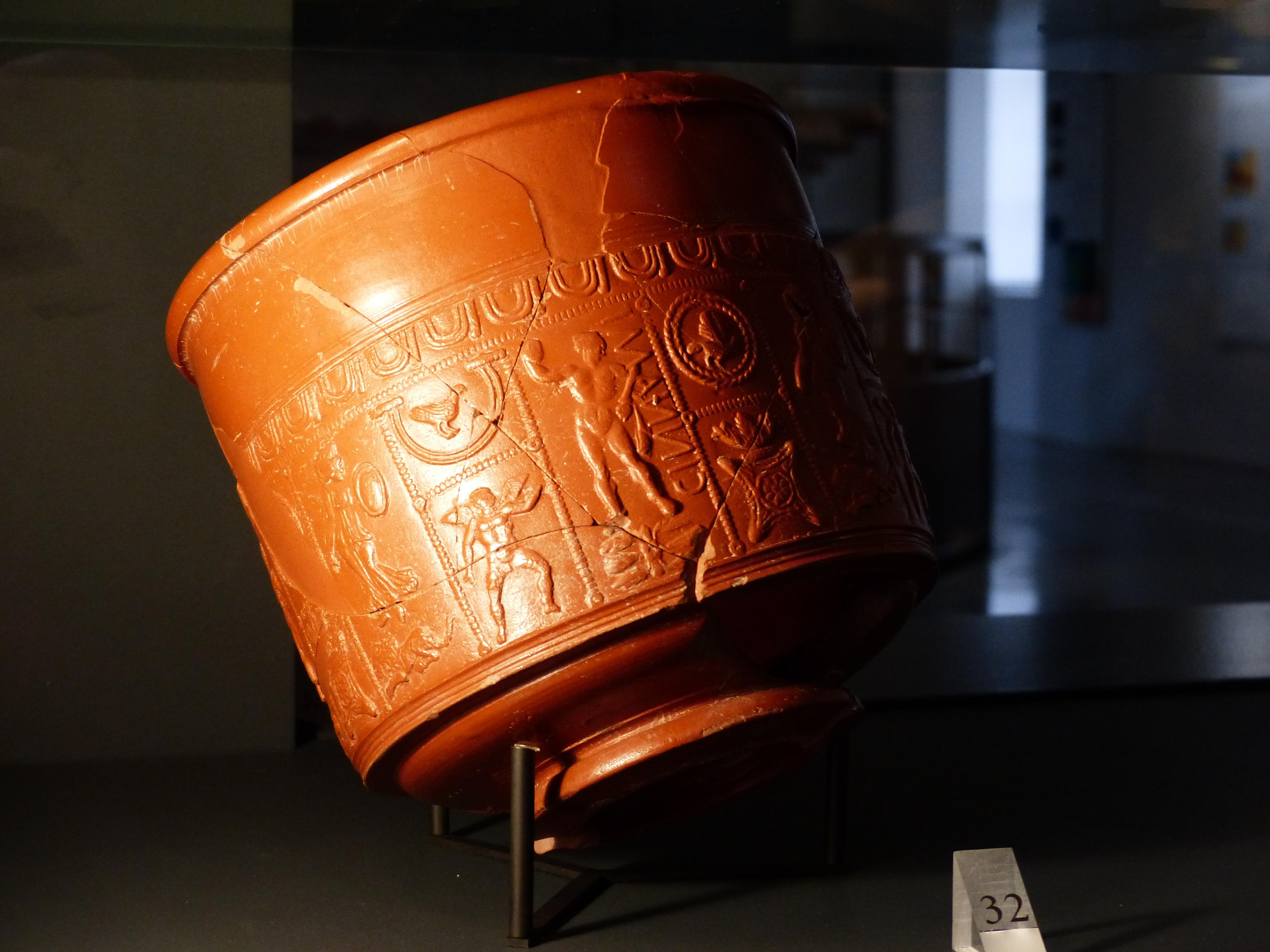
Terra sigillata. Copa Drag. 30[nota 2]
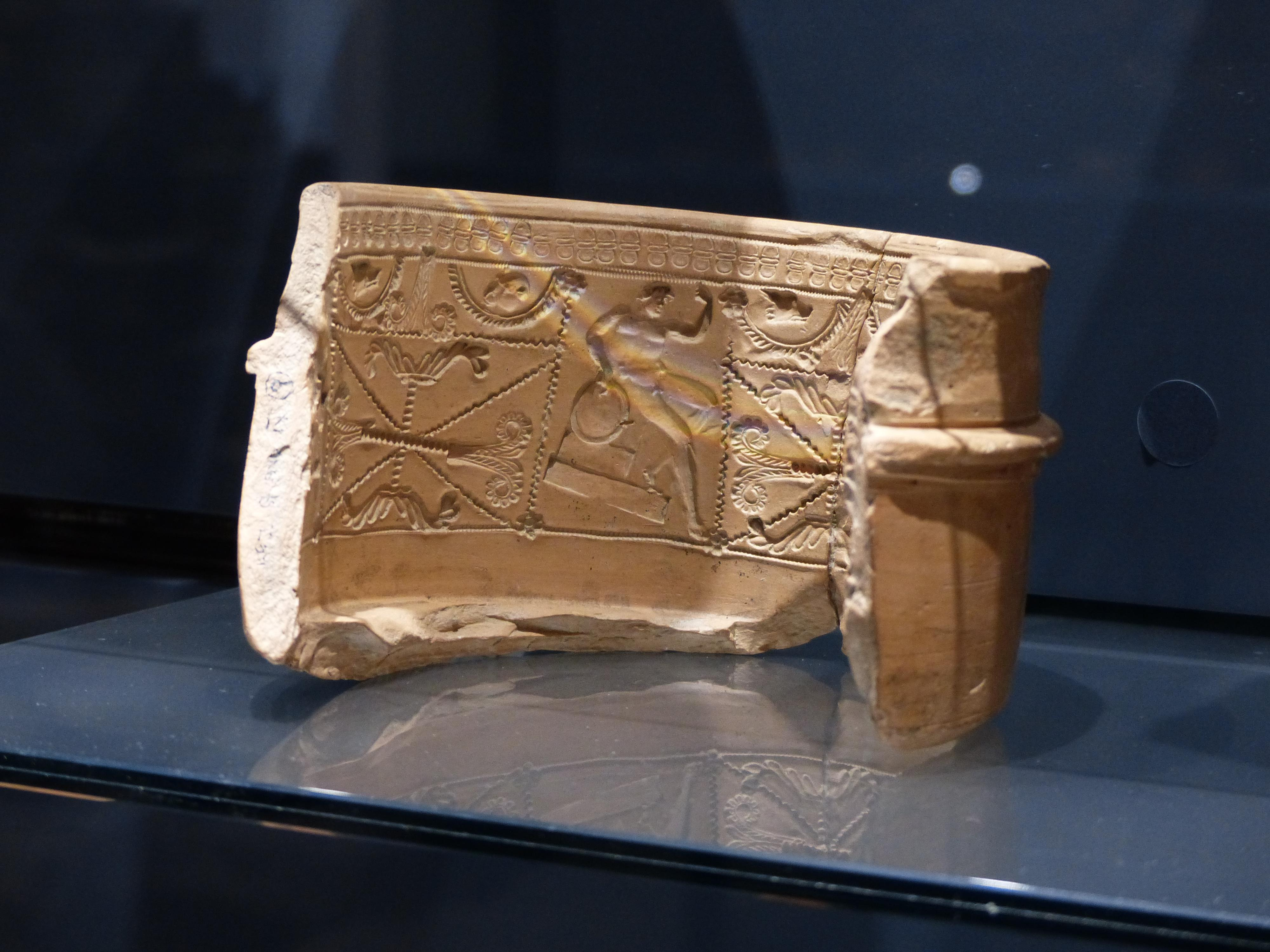
Molde de una copa Drag. 30[nota 2].
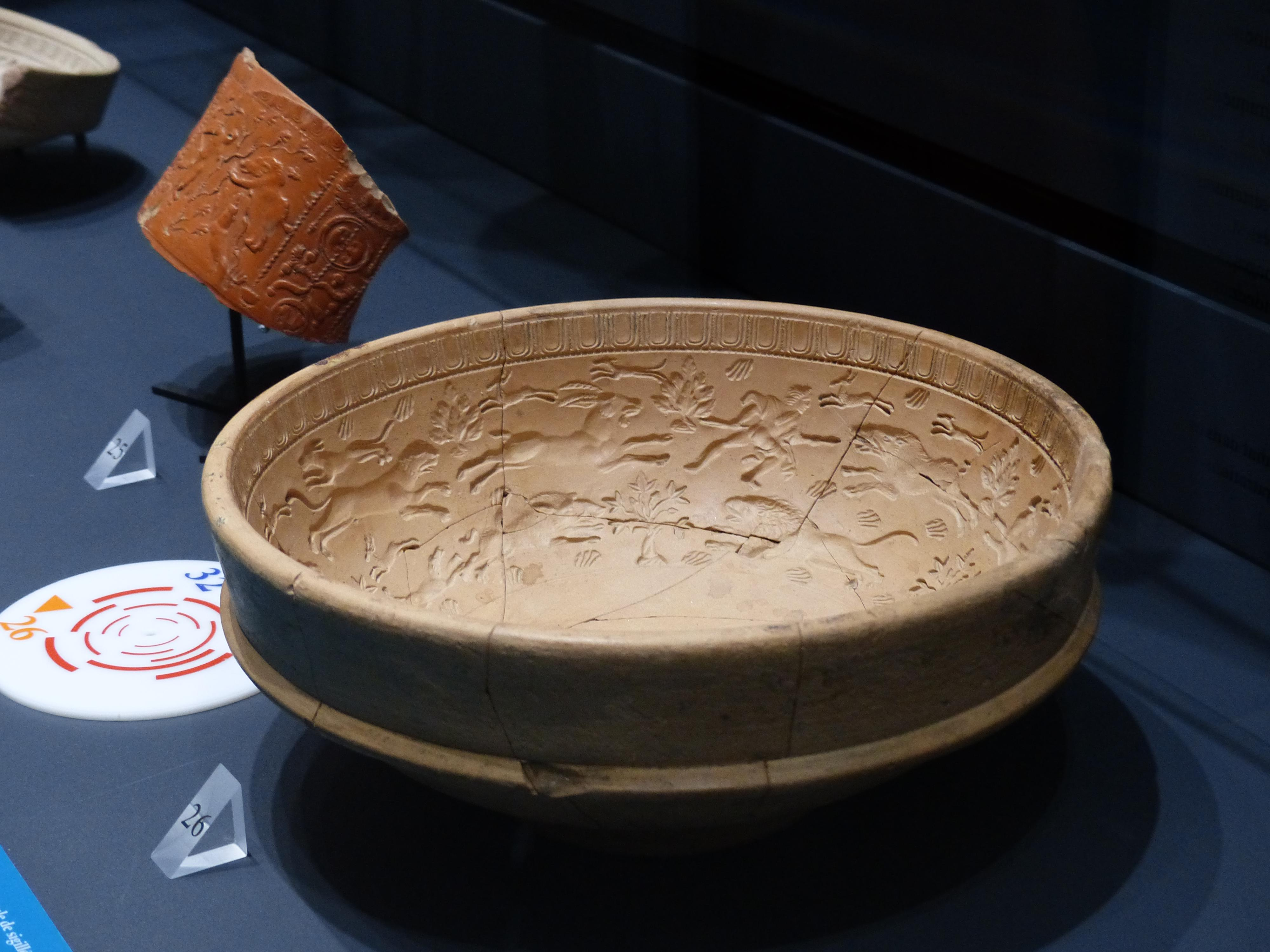
Molde de una copa Drag. 37[nota 2], con una escena de caza.
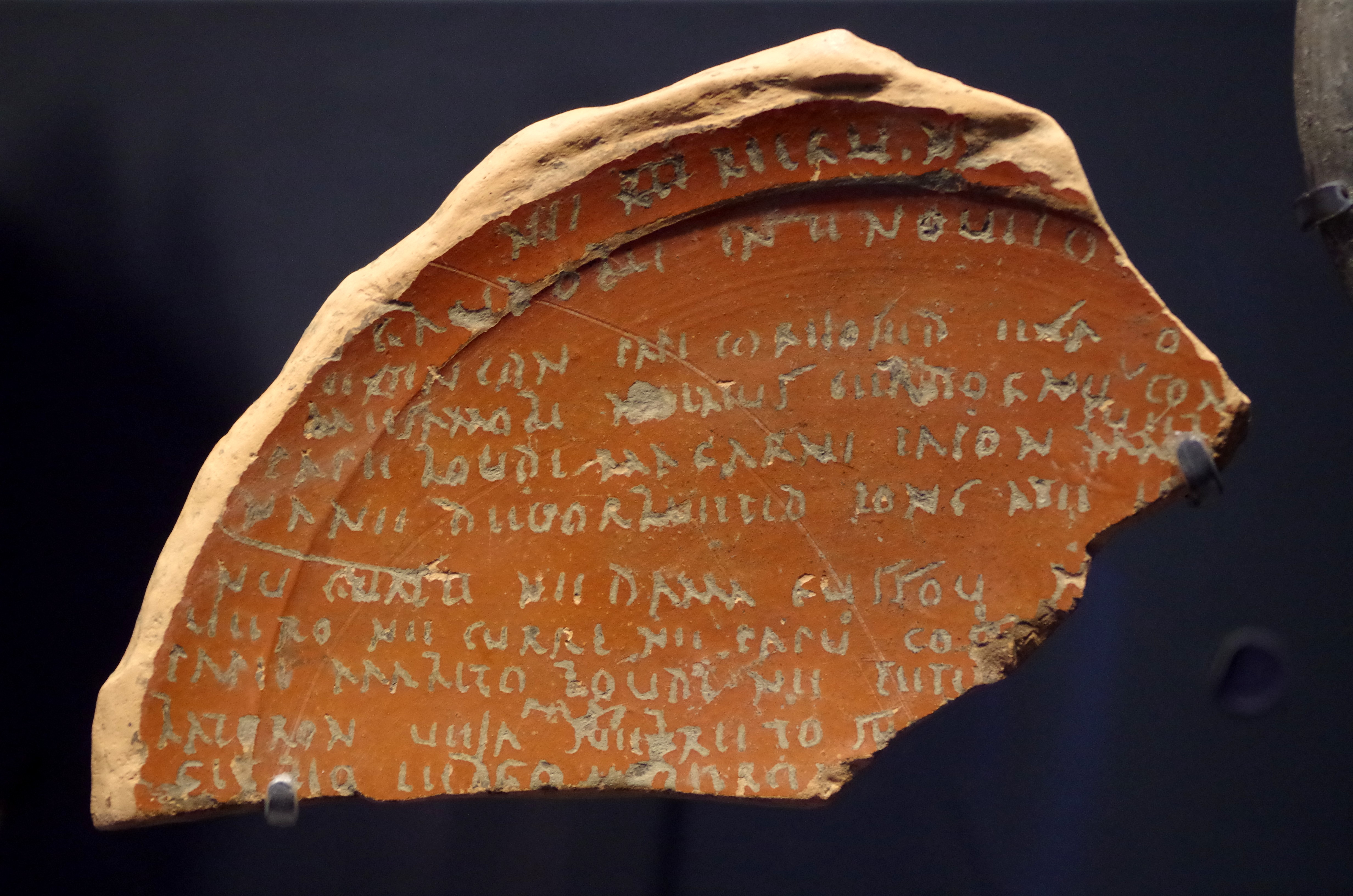
Fragmento de plato.